# Bluestacks
Bluestacks är ett amerikanskt teknikföretag som producerar BlueStacks App Player och andra molnbaserade cross-platform-produkter. BlueStacks App Player är utformad för att göra det möjligt att köra Android-appar på Windows- och macdatorer. Företaget grundades 2009 av Jay Vaishnav, Suman Saraf och Rosen Sharma.